# Wendel
Marcus Wendel Valle da Silva (Duque de Caxias, 28 de agosto de 1997) es un futbolista brasileño. Juega como centrocampista y su equipo es el Zenit de San Petersburgo de la Liga Premier de Rusia.

## Trayectoria
En abril de 2017 hizo su debut con el primer equipo de Fluminense F. C. y disputó 41 partidos antes de marcharse a Europa en enero del año siguiente para jugar en el Sporting C. P.
En octubre de 2020 fichó por el Zenit de San Petersburgo y firmó hasta el final de la temporada 2024-25. Dos años después, amplió su contrato hasta 2027. Se anunció su salida en enero de 2025 al Botafogo una vez terminara la campaña, pero en el mes de mayo estos rompieron el acuerdo por un motivo geopolítico.

## Clubes
| Club                     | País     | Año       |
| ------------------------ | -------- | --------- |
| Fluminense F. C.         | Brasil   | 2017-2018 |
| Sporting C. P.           | Portugal | 2018-2020 |
| Zenit de San Petersburgo | Rusia    | 2020-     |

## Palmarés

### Títulos nacionales
| Título                      | Club                     | País     | Año  |
| --------------------------- | ------------------------ | -------- | ---- |
| Copa de la Liga de Portugal | Sporting C. P.           | Portugal | 2019 |
| Copa de Portugal            | Sporting C. P.           | Portugal | 2019 |
| Liga Premier de Rusia       | Zenit de San Petersburgo | Rusia    | 2021 |
| Supercopa de Rusia          | Zenit de San Petersburgo | Rusia    | 2021 |
| Liga Premier de Rusia       | Zenit de San Petersburgo | Rusia    | 2022 |
| Supercopa de Rusia          | Zenit de San Petersburgo | Rusia    | 2022 |
| Liga Premier de Rusia       | Zenit de San Petersburgo | Rusia    | 2023 |
| Supercopa de Rusia          | Zenit de San Petersburgo | Rusia    | 2023 |
| Liga Premier de Rusia       | Zenit de San Petersburgo | Rusia    | 2024 |
| Copa de Rusia               | Zenit de San Petersburgo | Rusia    | 2024 |
| Supercopa de Rusia          | Zenit de San Petersburgo | Rusia    | 2024 |